# Escape from L.A.
Escape from L.A. is een Amerikaanse actie- en sciencefictionfilm uit 1996 van John Carpenter. Het is een vervolg op Escape from New York uit 1981. John Carpenter, Debra Hill en Kurt Russell schreven het scenario. Russell speelde eveneens een van de hoofdrollen, samen met onder anderen Stacy Keach, Steve Buscemi en Peter Fonda.
In de Verenigde Staten had de film een opbrengst van $25.477.365.

## Verhaal
In het jaar 2000 teistert een enorme aardbeving Los Angeles en zorgt ervoor dat de stad wordt gescheiden van het vasteland, doordat de San Fernando Valley overstroomt. Hierdoor wordt het een eiland dat zich uitstrekt van Malibu tot Anaheim.
Interessant is dat een Amerikaanse presidentskandidaat tijdens zijn campagne had voorspeld dat zo'n ramp zou plaatsvinden, door te zeggen dat L.A. (Los Angeles) een "stad van de zonde" was en dat "net als de machtige hand van God, het water zal stijgen en deze zondestad wordt gescheiden van onze geweldige natie".
In de daaropvolgende chaos wordt de kandidaat gekozen tot de nieuwe president. Hij verklaart dat iedereen die zich niet aan de nieuwe wetten houdt (niet roken, niet drinken, geen rood vlees eten en geen buitenrechtelijke seks) het burgerschap zal verliezen en naar het Los Angeles Island zal worden gebracht. Net als New York in Escape from New York (dat zestien jaar later speelt, in 1997) is Los Angeles veranderd in een strafkolonie. Een grote muur is rond de oevers van het vasteland gebouwd, bewakers en uitkijktorens zijn overal geplaatst en zij die naar het eiland worden gestuurd, zullen nooit terug kunnen keren naar de Verenigde Staten. In de film is een lange rij van gedeporteerden, wachtend op hun transport naar Los Angeles te zien.
Snake Plisken (Kurt Russell) wordt ingehuurd (eigenlijk tegen zijn wil, want hij krijgt een dodelijk virus geïnjecteerd) om de dochter van de president, Utopia te grijpen. Utopia heeft een superwapen meegenomen en aan de leider van de gevangenen gegeven. Snake moet het wapen terugbezorgen en dan krijgt hij tegengif.

## Rolverdeling
| Acteur           | Personage         | Opmerkingen |
| ---------------- | ----------------- | ----------- |
| Hoofdrollen      |                   |             |
| Kurt Russell     | Snake Plissken    |             |
| Stacy Keach      | Malloy            |             |
| Steve Buscemi    | Eddie             |             |
| Peter Fonda      | Pipeline          |             |
| George Corraface | Cuervo Jones      |             |
| Cliff Robertson  | President         |             |
| Bijrollen        |                   |             |
| Pam Grier        | Hershe Las Palmas |             |
| Michelle Forbes  | Brazen            |             |
| Valeria Golino   | Taslima           |             |
| Bruce Campbell   | Surgeon General   |             |

## Nominaties
In 1997 is de film twee keer genomineerd:
- Saturn Award: Beste kostuums: Robin Michel Bush
- Saturn Award: Beste sciencefictionfilm